# بابونج ذهبي
البابونج الذهبي أو قُمَيلَة (باللاتينية: Matricaria aurea) نوع نباتي عشبي من جنس البابونج.

## الوصف النباتي
يرتفع حوالي 20 سم ويتفرع بدءًا من القاعدة، سيقانه دقيقة تنتهي برؤوس زهرية شبه مكورة أزهارها صفراء. يستعمل كمشروب وأحيانًا لمعالجة اضطرابات البطن.

## الموئل والانتشار
موطنه بلاد الشام والمغرب العربي ومصر وقبرص وتركيا والقوقاز وإسبانيا والبرتغال.

## مرادفات للاسم العلمي
- (باللاتينية: Cotula aurea Loefl.)
- (باللاتينية: Chamomilla aurea (Loefl.) Coss. & Kralik)
- (باللاتينية: Perideraea aurea (Loefl.) Willk.)
- (باللاتينية: Cotula complanata Sm.)
- (باللاتينية: Matricaria complanata (Sm.) Griseb.)